# Pokok Sena
Huyện Pokok Sena là một huyện thuộc bang Kedah của Malaysia. Huyện Pokok Sena có dân số thời điểm năm 2010 ước tính khoảng 48428 người.